# 威爾遜海崖
74°20′S 66°47′E / 74.333°S 66.783°E
威爾遜海崖（英語：Wilson Bluff）是南極洲的海崖，位於麥克羅伯特森地的蘭伯特冰川南端，處於博蘭山西北面30公里，在1956年由澳大利亞探險隊拍攝空中照片，現時由南極條約體系管理。